# Monastýr Varlaam
Monastýr Varlaam (řecky Μονή Βαρλαάμ) nebo také monastýr Všech svatých (řecky μονή των Αγίων Πάντων) je mužský pravoslavný monastýr (klášter), který je součástí klášterního komplexu Meteora v oblasti Thesálie v Řecku, poblíž města Kalambaka. Nachází se na vrcholu skály.
Je jedním ze šesti monastýrů, které nadále působí v Meteoře, která je od roku 1988 zařazena na seznam světového dědictví UNESCO. Monastýr dostal jméno po asketovi Varlaamovi, který se na zdejší skále usadil ve 14. století. Klášter založili začátkem 16. století bratři Theophanes a Nektarios Apsarades (potomci starého byzantského rodu z Epiru). V roce 1518 byla renovována kaple, kterou nechal postavit již Varlaam. Katholikon monastýru pochází z roku 1541. Některé fresky namaloval v roce 1548 Frangos Katelanos (řecky Φράγκος Κατελάνος). 

Monastýr je znám svým archivem, který v 18. století utřídil mnich Christophoros, jenž též opsal řadu historických textů.

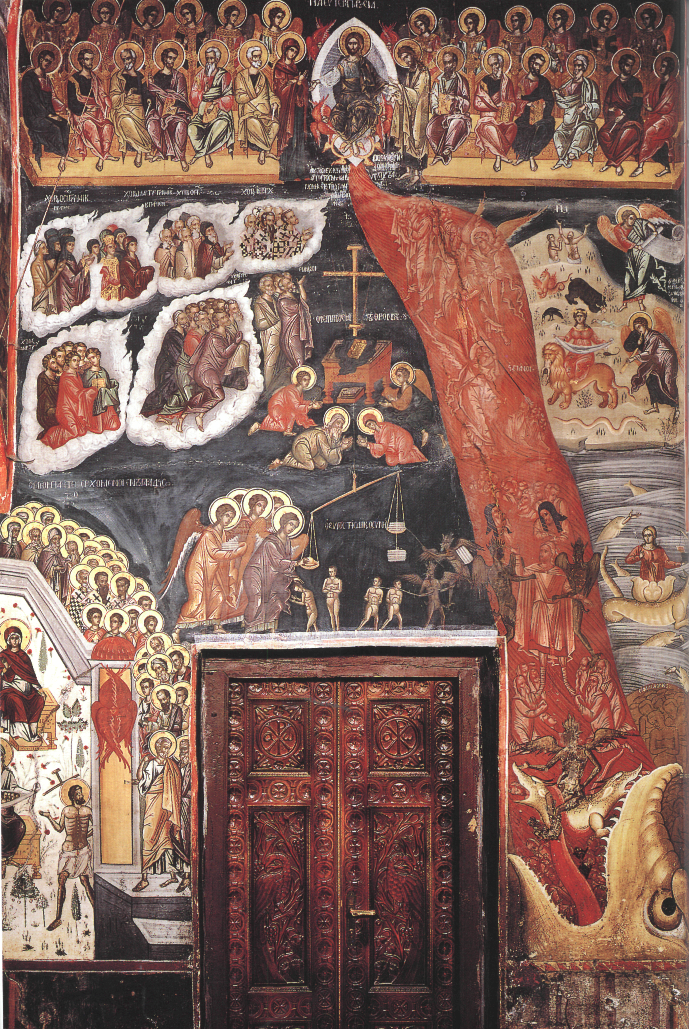
Freska Druhý příchod Páně
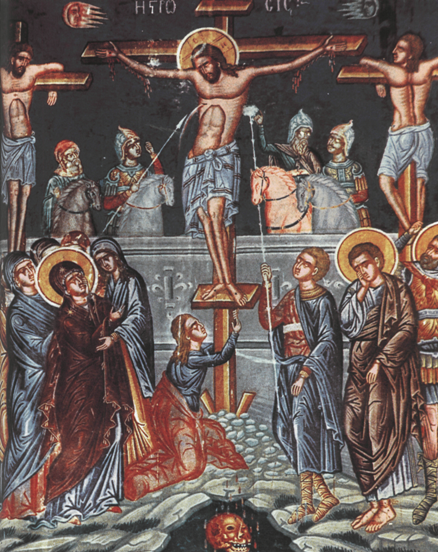
Freska Ukřižování Krista